# Machaonia woodburyana
Machaonia woodburyana är en måreväxtart som beskrevs av Acev.-rodr.. Machaonia woodburyana ingår i släktet Machaonia och familjen måreväxter. IUCN kategoriserar arten globalt som akut hotad. Inga underarter finns listade i Catalogue of Life.